# Мейсвілл (Джорджія)
Мейсвілл (англ. Maysville) — місто (англ. town) в США, в округах Бенкс і Джексон штату Джорджія. Населення — 1867 осіб (2020).

## Географія
Мейсвілл розташований за координатами 34°15′18″ пн. ш. 83°33′11″ зх. д. / 34.25500° пн. ш. 83.55306° зх. д. (34.254963, -83.553095).  За даними Бюро перепису населення США в 2010 році місто мало площу 11,17 км², з яких 11,03 км² — суходіл та 0,14 км² — водойми.

## Демографія
Згідно з переписом 2010 року, у місті мешкало 1798 осіб у 669 домогосподарствах у складі 493 родин. Густота населення становила 161 особа/км².  Було 756 помешкань (68/км²).
Расовий склад населення:
| - 93,8 % — білих - 2,2 % — чорних або афроамериканців - 0,4 % — азіатів - 1,1 % — осіб інших рас |

До двох чи більше рас належало 2,4 %. Частка іспаномовних становила 2,6 % від усіх жителів.
За віковим діапазоном населення розподілялося таким чином: 25,4 % — особи молодші 18 років, 61,1 % — особи у віці 18—64 років, 13,5 % — особи у віці 65 років та старші. Медіана віку мешканця становила 38,4 року. На 100 осіб жіночої статі у місті припадало 92,7 чоловіків;  на 100 жінок у віці від 18 років та старших — 88,3 чоловіків також старших 18 років.
Середній дохід на одне домашнє господарство  становив 44 341 долар США (медіана — 33 641), а середній дохід на одну сім'ю — 49 975 доларів (медіана — 39 356). За межею бідності перебувало 24,6 % осіб, у тому числі 32,3 % дітей у віці до 18 років та 16,4 % осіб у віці 65 років та старших.
Цивільне працевлаштоване населення становило 903 особи. Основні галузі зайнятості: освіта, охорона здоров'я та соціальна допомога — 19,4 %, роздрібна торгівля — 17,8 %, виробництво — 16,3 %.